# Carencro, Louisiana
Carencro, Louisiana (енгл. Carencro) град је у америчкој савезној држави Луизијана.

## Демографија
По попису из 2010. године број становника је 7.526, што је 1.406 (23,0%) становника више него 2000. године.
| Група             | 2000.         | 2010.         |
| Белци             | 3.407 (55,7%) | 3.849 (51,1%) |
| Афроамериканци    | 2.582 (42,2%) | 3.136 (41,7%) |
| Азијати           | 14 (0,2%)     | 49 (0,7%)     |
| Хиспаноамериканци | 67 (1,1%)     | 382 (5,1%)    |
| Укупно            | 6.120         | 7.526         |